# Top Gear (émission de télévision, 1977)
Pour les articles homonymes, voir Top Gear (homonymie).
Top Gear (aussi appelé Old Top Gear quand l'émission est mentionnée dans sa version actuelle) est une série télévisée de la BBC produite par BBC Birmingham, et diffusée de 1977 à 2001. Il s'agissait d'un magazine de 30 minutes présenté entre autres par Angela Rippon, Noel Edmonds, William Woollard, et plus tard Jeremy Clarkson.
En 2002, l'émission a été relancée dans un nouveau format, en studio et d'une durée d'une heure.

## Histoire
L'émission Top Gear débute en 1977. Il s'agissait alors d'un programme local fait par BBC Birmingham (Pebble Mill) qui l'offre à la BBC2,. Les présentateurs d'alors sont Noel Edmonds et William Woollard, avec les contributions de Frank Page, Sue Baker, Tony Mason et Chris Goffey. La musique thème de l'émission est Jessica des Allman Brothers Band, dont des versions légèrement différentes sont utilisées après 1999. Pour toute la durée de la première version de la série, la chanson d'Elton John Out Of The Blue (de l'album Blue Moves) est utilisée pour le générique de fin. D'après le producteur original, David Lancaster, l'idée du nom vient d'une série radio homonyme, Top Gear.
À l'origine, Top Gear est un magazine examinant les nouveaux modèles de voitures et traitant d'autres questions liées à l'automobile telles que la sécurité routière. Les autres caractéristiques comportent des manifestations d'automobiles de collection et de sport automobile, ces dernières incluant notamment la participation de Tony Mason, le copilote de Roger Clark.
En 1987, Jon Bentley (aujourd'hui présentateur du Gadget Show) devient l'un des producteurs de l'émission. À cette période, d'autres présentateurs sont ajoutés dont l'ancien pilote de Formule 1 Tiff Needell et le journaliste du Performance Car Magazine Jeremy Clarkson à la fin de l'année 1988 : le programme connait une hausse importante de son audience, car il devient plus humoristique, controversé et se montrait volontiers plus critique. Entre 1988 et 1991, le programme organise chaque année une compétition pour trouver un nouveau pilote de rallye, le prix étant la possibilité de participer au RAC Rally de l'année.
En 1991, William Woollard quitte l'émission, il est remplacé par Quentin Willson, un ancien vendeur de voiture. Les années 1990 voient l'arrivée d'une présentatrice, Michele Newman, qui apparaît encore dans l'émission Pulling Power diffusée sur le groupe ITV plc. Les autres présentateurs sont Steve Berry spécialiste de la moto, et la pilote de course Vicki Butler-Henderson qui les rejoint en 1997.
Parmi les producteurs de l'émission se trouvent Phil Franklin et Brian Strachan jusqu'en 1986 ; Jon Bentley et Ken Pollock par la suite. Les producteurs exécutifs sont Derek Smith et Denis Adams à deux occasions. Tom Ross est l'éditeur du programme de 1986 à 1991.
En dépit de certaines critiques qui concernaient principalement un certain machisme de l'émission et le fait qu'il encouragerait un comportement de conduite jugé irresponsable et ignorerait les conséquences environnementales, l'émission a une forte audience avec plus de 5 millions de téléspectateurs à partir de 1988.

### Déprogrammation et renouveau
À la suite du départ de plusieurs présentateurs en 1999 et 2000, les audiences de Top Gear baissent de 6 à 3 millions. Initialement, James May devait prendre la place de Jeremy Clarkson ; l'émission est ainsi co-présentée par Quentin Willson et Kate Humble, soumis à la pression des audiences. Brendan Coogan (qui rejoint l'émission en 1998) part un an après à la suite d'une condamnation pour conduite en état d'ivresse,.
En 2000, Jason Barlow récupéré de l'émission de Channel 4 driven, rejoint l'équipe pour les 53 derniers épisodes. L'émission est diffusée en continu entre septembre 2000 et octobre 2001, et bien qu'étant en tête des audiences de la BBC 2, la chaîne décide que le format doit être drastiquement rafraichit. Cependant, un Top Gear spécial (avec Jason Barlow toujours sous contrat en unique présentateur) est diffusé en 2002 pour présenter le Birmingham Motorshow 2002.
En 2002, Channel 5 lance En cinquième vitesse, une émission de télévision réunisant une partie de l'ancienne équipe de Top Gear (Tiff Needell, Quentin Willson et Vicki Butler-Henderson). Le changement de nom en "En cinquième vitesse" était nécessaire, la BBC détenant les droits de diffusion du magazine papier Top Gear.
Après la première saison de En cinquième vitesse, la BBC décide de relancer Top Gear, mais filmé en studio et en public au lieu du format magazine. L'idée est venue du producteurr Andy Wilman et Jeremy Clarkson, qui présente avec Richard Hammond et Jason Dawe. James May remplace ensuite Jason Dawe dès la seconde saison.

## Séquences

### Voiture de l'année
Chaque année, Top Gear choisissait la voiture de l'année. Parmi les gagnantes se trouvent :
- 1998 – Ford Puma 1.7
- 1999 – Ford Focus (Mk1)
- 2000 – Fiat Multipla (en général); BMW Z3 M Coupé (Driver's Car of the Year); Mercedes-Benz Classe S (Executive Car of the Year)
- 2001 – Toyota Picnic

## Produits dérivés

### CD
- Top Gear (1994). 2 CD. 35 pistes.
- Top Gear 2 (1995). 2 CD. 36 pistes.
- Top Gear 3 (1996). 2 CD. 29 pistes.
- Top Gear - Comedy Hits (1995). 2 CD. 35 pistes.
- Top Gear - On The Road Again (1996). 2 CD. 36 pistes.
- Top Gear - Anthems (1998). 2 CD. 38 pistes.
- Top Gear Classics - Turbo (1995). 1 CD. 17 pistes.
- Top Gear Classics - Baroque Busters (1995). 1 CD.
- Top Gear Classics - Open Top Opera (1995). 1 CD.
- Top Gear Classics - Motoring Moods (1995). 1 CD.

### VHS
- 1994 - Super Cars. Présenté par Jeremy Clarkson et Tiff Needell (62 min).
- 1994 - Classic Cars. Présenté par Quentin Willson (65 min).
- 1997 - Fast & Furious. Présenté par Jeremy Clarkson And Tiff Needell (77 min).
- 1998 - Classic Cars: Aston Martin. Présenté par Jeremy Clarkson (45 min).
- 1998 - Classic Cars: Porsche. Présenté par Tiff Needell (45 min).
- 1998 - Classic Cars: Ferrari. Présenté par Chris Goffey (45 min).
- 1998 - Classic Cars: Jaguar. Présenté par Quentin Willson (45 min).
- 1999 - Top Gear: 21 Years. Présenté par Kate Humble, preproduction/promotional release (29 min).
- 2000 - Fast & Furious II. Présenté par  Tiff Needell, avec Clarkson, Willson et Butler-Henderson (72 min).